# Galactose-1-fosfato
Galactose-1-fosfato é um intermediário da conversão de glicose e galactose pela via de Leloir.
É formado a partir de galactose pela enzima galactoquinase. É atribuido como o agente causador de toxicidade na galactosemia, apesar de seu mecanismo celular não estar estabelecido. In vitro, é capaz de inibir as proteínas Fosfoglicomutase, Inositol Monofosfatase e Glicogênio Fosforilase.
Curiosamente, camundongos com deficiência na proteína galactoquinase, acumulam galactose-1-fosfato mas não apresentam nenhum fenótipo de toxicidade. 